# Petar Popović (escaquista)
Petar Popović (Orlovat, Iugoslàvia, 14 de febrer de 1959), és un jugador d'escacs serbi, que té el títol de Gran Mestre. Va obtenir el títol de Mestre Internacional el 1977, i el de Gran Mestre el 1981.
Tot i que es troba inactiu des de l'abril de 2020, a la llista d'Elo de la FIDE de novembre de 2021, hi tenia un Elo de 2431 punts, cosa que en feia el jugador número 42 de Sèrbia. El seu màxim Elo va ser de 2575 punts, a la llista de juliol de 1996 (posició 104 al rànquing mundial).
|  |

## Resultats destacats en competició
De les seves actuacions en torneigs en destaquen un empat al primer lloc a Pécs 1980, empat al primer lloc a Novi Sad 1981, empat al segon lloc a Novi Sad 1984, empat al primer lloc a Bor 1985, empat al segon lloc a Canes 1986, empat al primer lloc a Pucarevo 1987 i empat al quart lloc a Belgrad 1987.
El 1986 va empatar un matx amb l'excampiona del món Maia Txiburdanidze (+1 −1 =6). Va participar, representant Iugoslàvia, a les olimpíades d'escacs de 1986 i 1988.
El 1995 es va proclamar campió de Iugoslàvia.

## Partides notables
|   | a | b | c | d | e | f | g | h |   |
| 8 | a8 negres torre · f8 negres rei · g8 negres cavall · h8 negres torre · a7 negres peó · b7 negres peó · e7 negres peó · f7 negres peó · h7 negres peó · b6 negres dama · d6 negres peó · g6 negres peó · h6 negres alfil · c5 negres peó · d5 blanques peó · a4 blanques dama · d4 negres cavall · e4 blanques peó · g4 negres alfil · c3 blanques peó · g3 blanques peó · a2 blanques peó · b2 blanques peó · f2 blanques peó · h2 blanques peó · a1 blanques torre · b1 blanques cavall · c1 blanques alfil · e1 blanques rei · f1 blanques alfil · g1 blanques cavall · h1 blanques torre | a8 negres torre · f8 negres rei · g8 negres cavall · h8 negres torre · a7 negres peó · b7 negres peó · e7 negres peó · f7 negres peó · h7 negres peó · b6 negres dama · d6 negres peó · g6 negres peó · h6 negres alfil · c5 negres peó · d5 blanques peó · a4 blanques dama · d4 negres cavall · e4 blanques peó · g4 negres alfil · c3 blanques peó · g3 blanques peó · a2 blanques peó · b2 blanques peó · f2 blanques peó · h2 blanques peó · a1 blanques torre · b1 blanques cavall · c1 blanques alfil · e1 blanques rei · f1 blanques alfil · g1 blanques cavall · h1 blanques torre | a8 negres torre · f8 negres rei · g8 negres cavall · h8 negres torre · a7 negres peó · b7 negres peó · e7 negres peó · f7 negres peó · h7 negres peó · b6 negres dama · d6 negres peó · g6 negres peó · h6 negres alfil · c5 negres peó · d5 blanques peó · a4 blanques dama · d4 negres cavall · e4 blanques peó · g4 negres alfil · c3 blanques peó · g3 blanques peó · a2 blanques peó · b2 blanques peó · f2 blanques peó · h2 blanques peó · a1 blanques torre · b1 blanques cavall · c1 blanques alfil · e1 blanques rei · f1 blanques alfil · g1 blanques cavall · h1 blanques torre | a8 negres torre · f8 negres rei · g8 negres cavall · h8 negres torre · a7 negres peó · b7 negres peó · e7 negres peó · f7 negres peó · h7 negres peó · b6 negres dama · d6 negres peó · g6 negres peó · h6 negres alfil · c5 negres peó · d5 blanques peó · a4 blanques dama · d4 negres cavall · e4 blanques peó · g4 negres alfil · c3 blanques peó · g3 blanques peó · a2 blanques peó · b2 blanques peó · f2 blanques peó · h2 blanques peó · a1 blanques torre · b1 blanques cavall · c1 blanques alfil · e1 blanques rei · f1 blanques alfil · g1 blanques cavall · h1 blanques torre | a8 negres torre · f8 negres rei · g8 negres cavall · h8 negres torre · a7 negres peó · b7 negres peó · e7 negres peó · f7 negres peó · h7 negres peó · b6 negres dama · d6 negres peó · g6 negres peó · h6 negres alfil · c5 negres peó · d5 blanques peó · a4 blanques dama · d4 negres cavall · e4 blanques peó · g4 negres alfil · c3 blanques peó · g3 blanques peó · a2 blanques peó · b2 blanques peó · f2 blanques peó · h2 blanques peó · a1 blanques torre · b1 blanques cavall · c1 blanques alfil · e1 blanques rei · f1 blanques alfil · g1 blanques cavall · h1 blanques torre | a8 negres torre · f8 negres rei · g8 negres cavall · h8 negres torre · a7 negres peó · b7 negres peó · e7 negres peó · f7 negres peó · h7 negres peó · b6 negres dama · d6 negres peó · g6 negres peó · h6 negres alfil · c5 negres peó · d5 blanques peó · a4 blanques dama · d4 negres cavall · e4 blanques peó · g4 negres alfil · c3 blanques peó · g3 blanques peó · a2 blanques peó · b2 blanques peó · f2 blanques peó · h2 blanques peó · a1 blanques torre · b1 blanques cavall · c1 blanques alfil · e1 blanques rei · f1 blanques alfil · g1 blanques cavall · h1 blanques torre | a8 negres torre · f8 negres rei · g8 negres cavall · h8 negres torre · a7 negres peó · b7 negres peó · e7 negres peó · f7 negres peó · h7 negres peó · b6 negres dama · d6 negres peó · g6 negres peó · h6 negres alfil · c5 negres peó · d5 blanques peó · a4 blanques dama · d4 negres cavall · e4 blanques peó · g4 negres alfil · c3 blanques peó · g3 blanques peó · a2 blanques peó · b2 blanques peó · f2 blanques peó · h2 blanques peó · a1 blanques torre · b1 blanques cavall · c1 blanques alfil · e1 blanques rei · f1 blanques alfil · g1 blanques cavall · h1 blanques torre | a8 negres torre · f8 negres rei · g8 negres cavall · h8 negres torre · a7 negres peó · b7 negres peó · e7 negres peó · f7 negres peó · h7 negres peó · b6 negres dama · d6 negres peó · g6 negres peó · h6 negres alfil · c5 negres peó · d5 blanques peó · a4 blanques dama · d4 negres cavall · e4 blanques peó · g4 negres alfil · c3 blanques peó · g3 blanques peó · a2 blanques peó · b2 blanques peó · f2 blanques peó · h2 blanques peó · a1 blanques torre · b1 blanques cavall · c1 blanques alfil · e1 blanques rei · f1 blanques alfil · g1 blanques cavall · h1 blanques torre | 8 |
| 7 | a8 negres torre · f8 negres rei · g8 negres cavall · h8 negres torre · a7 negres peó · b7 negres peó · e7 negres peó · f7 negres peó · h7 negres peó · b6 negres dama · d6 negres peó · g6 negres peó · h6 negres alfil · c5 negres peó · d5 blanques peó · a4 blanques dama · d4 negres cavall · e4 blanques peó · g4 negres alfil · c3 blanques peó · g3 blanques peó · a2 blanques peó · b2 blanques peó · f2 blanques peó · h2 blanques peó · a1 blanques torre · b1 blanques cavall · c1 blanques alfil · e1 blanques rei · f1 blanques alfil · g1 blanques cavall · h1 blanques torre | a8 negres torre · f8 negres rei · g8 negres cavall · h8 negres torre · a7 negres peó · b7 negres peó · e7 negres peó · f7 negres peó · h7 negres peó · b6 negres dama · d6 negres peó · g6 negres peó · h6 negres alfil · c5 negres peó · d5 blanques peó · a4 blanques dama · d4 negres cavall · e4 blanques peó · g4 negres alfil · c3 blanques peó · g3 blanques peó · a2 blanques peó · b2 blanques peó · f2 blanques peó · h2 blanques peó · a1 blanques torre · b1 blanques cavall · c1 blanques alfil · e1 blanques rei · f1 blanques alfil · g1 blanques cavall · h1 blanques torre | a8 negres torre · f8 negres rei · g8 negres cavall · h8 negres torre · a7 negres peó · b7 negres peó · e7 negres peó · f7 negres peó · h7 negres peó · b6 negres dama · d6 negres peó · g6 negres peó · h6 negres alfil · c5 negres peó · d5 blanques peó · a4 blanques dama · d4 negres cavall · e4 blanques peó · g4 negres alfil · c3 blanques peó · g3 blanques peó · a2 blanques peó · b2 blanques peó · f2 blanques peó · h2 blanques peó · a1 blanques torre · b1 blanques cavall · c1 blanques alfil · e1 blanques rei · f1 blanques alfil · g1 blanques cavall · h1 blanques torre | a8 negres torre · f8 negres rei · g8 negres cavall · h8 negres torre · a7 negres peó · b7 negres peó · e7 negres peó · f7 negres peó · h7 negres peó · b6 negres dama · d6 negres peó · g6 negres peó · h6 negres alfil · c5 negres peó · d5 blanques peó · a4 blanques dama · d4 negres cavall · e4 blanques peó · g4 negres alfil · c3 blanques peó · g3 blanques peó · a2 blanques peó · b2 blanques peó · f2 blanques peó · h2 blanques peó · a1 blanques torre · b1 blanques cavall · c1 blanques alfil · e1 blanques rei · f1 blanques alfil · g1 blanques cavall · h1 blanques torre | a8 negres torre · f8 negres rei · g8 negres cavall · h8 negres torre · a7 negres peó · b7 negres peó · e7 negres peó · f7 negres peó · h7 negres peó · b6 negres dama · d6 negres peó · g6 negres peó · h6 negres alfil · c5 negres peó · d5 blanques peó · a4 blanques dama · d4 negres cavall · e4 blanques peó · g4 negres alfil · c3 blanques peó · g3 blanques peó · a2 blanques peó · b2 blanques peó · f2 blanques peó · h2 blanques peó · a1 blanques torre · b1 blanques cavall · c1 blanques alfil · e1 blanques rei · f1 blanques alfil · g1 blanques cavall · h1 blanques torre | a8 negres torre · f8 negres rei · g8 negres cavall · h8 negres torre · a7 negres peó · b7 negres peó · e7 negres peó · f7 negres peó · h7 negres peó · b6 negres dama · d6 negres peó · g6 negres peó · h6 negres alfil · c5 negres peó · d5 blanques peó · a4 blanques dama · d4 negres cavall · e4 blanques peó · g4 negres alfil · c3 blanques peó · g3 blanques peó · a2 blanques peó · b2 blanques peó · f2 blanques peó · h2 blanques peó · a1 blanques torre · b1 blanques cavall · c1 blanques alfil · e1 blanques rei · f1 blanques alfil · g1 blanques cavall · h1 blanques torre | a8 negres torre · f8 negres rei · g8 negres cavall · h8 negres torre · a7 negres peó · b7 negres peó · e7 negres peó · f7 negres peó · h7 negres peó · b6 negres dama · d6 negres peó · g6 negres peó · h6 negres alfil · c5 negres peó · d5 blanques peó · a4 blanques dama · d4 negres cavall · e4 blanques peó · g4 negres alfil · c3 blanques peó · g3 blanques peó · a2 blanques peó · b2 blanques peó · f2 blanques peó · h2 blanques peó · a1 blanques torre · b1 blanques cavall · c1 blanques alfil · e1 blanques rei · f1 blanques alfil · g1 blanques cavall · h1 blanques torre | a8 negres torre · f8 negres rei · g8 negres cavall · h8 negres torre · a7 negres peó · b7 negres peó · e7 negres peó · f7 negres peó · h7 negres peó · b6 negres dama · d6 negres peó · g6 negres peó · h6 negres alfil · c5 negres peó · d5 blanques peó · a4 blanques dama · d4 negres cavall · e4 blanques peó · g4 negres alfil · c3 blanques peó · g3 blanques peó · a2 blanques peó · b2 blanques peó · f2 blanques peó · h2 blanques peó · a1 blanques torre · b1 blanques cavall · c1 blanques alfil · e1 blanques rei · f1 blanques alfil · g1 blanques cavall · h1 blanques torre | 7 |
| 6 | a8 negres torre · f8 negres rei · g8 negres cavall · h8 negres torre · a7 negres peó · b7 negres peó · e7 negres peó · f7 negres peó · h7 negres peó · b6 negres dama · d6 negres peó · g6 negres peó · h6 negres alfil · c5 negres peó · d5 blanques peó · a4 blanques dama · d4 negres cavall · e4 blanques peó · g4 negres alfil · c3 blanques peó · g3 blanques peó · a2 blanques peó · b2 blanques peó · f2 blanques peó · h2 blanques peó · a1 blanques torre · b1 blanques cavall · c1 blanques alfil · e1 blanques rei · f1 blanques alfil · g1 blanques cavall · h1 blanques torre | a8 negres torre · f8 negres rei · g8 negres cavall · h8 negres torre · a7 negres peó · b7 negres peó · e7 negres peó · f7 negres peó · h7 negres peó · b6 negres dama · d6 negres peó · g6 negres peó · h6 negres alfil · c5 negres peó · d5 blanques peó · a4 blanques dama · d4 negres cavall · e4 blanques peó · g4 negres alfil · c3 blanques peó · g3 blanques peó · a2 blanques peó · b2 blanques peó · f2 blanques peó · h2 blanques peó · a1 blanques torre · b1 blanques cavall · c1 blanques alfil · e1 blanques rei · f1 blanques alfil · g1 blanques cavall · h1 blanques torre | a8 negres torre · f8 negres rei · g8 negres cavall · h8 negres torre · a7 negres peó · b7 negres peó · e7 negres peó · f7 negres peó · h7 negres peó · b6 negres dama · d6 negres peó · g6 negres peó · h6 negres alfil · c5 negres peó · d5 blanques peó · a4 blanques dama · d4 negres cavall · e4 blanques peó · g4 negres alfil · c3 blanques peó · g3 blanques peó · a2 blanques peó · b2 blanques peó · f2 blanques peó · h2 blanques peó · a1 blanques torre · b1 blanques cavall · c1 blanques alfil · e1 blanques rei · f1 blanques alfil · g1 blanques cavall · h1 blanques torre | a8 negres torre · f8 negres rei · g8 negres cavall · h8 negres torre · a7 negres peó · b7 negres peó · e7 negres peó · f7 negres peó · h7 negres peó · b6 negres dama · d6 negres peó · g6 negres peó · h6 negres alfil · c5 negres peó · d5 blanques peó · a4 blanques dama · d4 negres cavall · e4 blanques peó · g4 negres alfil · c3 blanques peó · g3 blanques peó · a2 blanques peó · b2 blanques peó · f2 blanques peó · h2 blanques peó · a1 blanques torre · b1 blanques cavall · c1 blanques alfil · e1 blanques rei · f1 blanques alfil · g1 blanques cavall · h1 blanques torre | a8 negres torre · f8 negres rei · g8 negres cavall · h8 negres torre · a7 negres peó · b7 negres peó · e7 negres peó · f7 negres peó · h7 negres peó · b6 negres dama · d6 negres peó · g6 negres peó · h6 negres alfil · c5 negres peó · d5 blanques peó · a4 blanques dama · d4 negres cavall · e4 blanques peó · g4 negres alfil · c3 blanques peó · g3 blanques peó · a2 blanques peó · b2 blanques peó · f2 blanques peó · h2 blanques peó · a1 blanques torre · b1 blanques cavall · c1 blanques alfil · e1 blanques rei · f1 blanques alfil · g1 blanques cavall · h1 blanques torre | a8 negres torre · f8 negres rei · g8 negres cavall · h8 negres torre · a7 negres peó · b7 negres peó · e7 negres peó · f7 negres peó · h7 negres peó · b6 negres dama · d6 negres peó · g6 negres peó · h6 negres alfil · c5 negres peó · d5 blanques peó · a4 blanques dama · d4 negres cavall · e4 blanques peó · g4 negres alfil · c3 blanques peó · g3 blanques peó · a2 blanques peó · b2 blanques peó · f2 blanques peó · h2 blanques peó · a1 blanques torre · b1 blanques cavall · c1 blanques alfil · e1 blanques rei · f1 blanques alfil · g1 blanques cavall · h1 blanques torre | a8 negres torre · f8 negres rei · g8 negres cavall · h8 negres torre · a7 negres peó · b7 negres peó · e7 negres peó · f7 negres peó · h7 negres peó · b6 negres dama · d6 negres peó · g6 negres peó · h6 negres alfil · c5 negres peó · d5 blanques peó · a4 blanques dama · d4 negres cavall · e4 blanques peó · g4 negres alfil · c3 blanques peó · g3 blanques peó · a2 blanques peó · b2 blanques peó · f2 blanques peó · h2 blanques peó · a1 blanques torre · b1 blanques cavall · c1 blanques alfil · e1 blanques rei · f1 blanques alfil · g1 blanques cavall · h1 blanques torre | a8 negres torre · f8 negres rei · g8 negres cavall · h8 negres torre · a7 negres peó · b7 negres peó · e7 negres peó · f7 negres peó · h7 negres peó · b6 negres dama · d6 negres peó · g6 negres peó · h6 negres alfil · c5 negres peó · d5 blanques peó · a4 blanques dama · d4 negres cavall · e4 blanques peó · g4 negres alfil · c3 blanques peó · g3 blanques peó · a2 blanques peó · b2 blanques peó · f2 blanques peó · h2 blanques peó · a1 blanques torre · b1 blanques cavall · c1 blanques alfil · e1 blanques rei · f1 blanques alfil · g1 blanques cavall · h1 blanques torre | 6 |
| 5 | a8 negres torre · f8 negres rei · g8 negres cavall · h8 negres torre · a7 negres peó · b7 negres peó · e7 negres peó · f7 negres peó · h7 negres peó · b6 negres dama · d6 negres peó · g6 negres peó · h6 negres alfil · c5 negres peó · d5 blanques peó · a4 blanques dama · d4 negres cavall · e4 blanques peó · g4 negres alfil · c3 blanques peó · g3 blanques peó · a2 blanques peó · b2 blanques peó · f2 blanques peó · h2 blanques peó · a1 blanques torre · b1 blanques cavall · c1 blanques alfil · e1 blanques rei · f1 blanques alfil · g1 blanques cavall · h1 blanques torre | a8 negres torre · f8 negres rei · g8 negres cavall · h8 negres torre · a7 negres peó · b7 negres peó · e7 negres peó · f7 negres peó · h7 negres peó · b6 negres dama · d6 negres peó · g6 negres peó · h6 negres alfil · c5 negres peó · d5 blanques peó · a4 blanques dama · d4 negres cavall · e4 blanques peó · g4 negres alfil · c3 blanques peó · g3 blanques peó · a2 blanques peó · b2 blanques peó · f2 blanques peó · h2 blanques peó · a1 blanques torre · b1 blanques cavall · c1 blanques alfil · e1 blanques rei · f1 blanques alfil · g1 blanques cavall · h1 blanques torre | a8 negres torre · f8 negres rei · g8 negres cavall · h8 negres torre · a7 negres peó · b7 negres peó · e7 negres peó · f7 negres peó · h7 negres peó · b6 negres dama · d6 negres peó · g6 negres peó · h6 negres alfil · c5 negres peó · d5 blanques peó · a4 blanques dama · d4 negres cavall · e4 blanques peó · g4 negres alfil · c3 blanques peó · g3 blanques peó · a2 blanques peó · b2 blanques peó · f2 blanques peó · h2 blanques peó · a1 blanques torre · b1 blanques cavall · c1 blanques alfil · e1 blanques rei · f1 blanques alfil · g1 blanques cavall · h1 blanques torre | a8 negres torre · f8 negres rei · g8 negres cavall · h8 negres torre · a7 negres peó · b7 negres peó · e7 negres peó · f7 negres peó · h7 negres peó · b6 negres dama · d6 negres peó · g6 negres peó · h6 negres alfil · c5 negres peó · d5 blanques peó · a4 blanques dama · d4 negres cavall · e4 blanques peó · g4 negres alfil · c3 blanques peó · g3 blanques peó · a2 blanques peó · b2 blanques peó · f2 blanques peó · h2 blanques peó · a1 blanques torre · b1 blanques cavall · c1 blanques alfil · e1 blanques rei · f1 blanques alfil · g1 blanques cavall · h1 blanques torre | a8 negres torre · f8 negres rei · g8 negres cavall · h8 negres torre · a7 negres peó · b7 negres peó · e7 negres peó · f7 negres peó · h7 negres peó · b6 negres dama · d6 negres peó · g6 negres peó · h6 negres alfil · c5 negres peó · d5 blanques peó · a4 blanques dama · d4 negres cavall · e4 blanques peó · g4 negres alfil · c3 blanques peó · g3 blanques peó · a2 blanques peó · b2 blanques peó · f2 blanques peó · h2 blanques peó · a1 blanques torre · b1 blanques cavall · c1 blanques alfil · e1 blanques rei · f1 blanques alfil · g1 blanques cavall · h1 blanques torre | a8 negres torre · f8 negres rei · g8 negres cavall · h8 negres torre · a7 negres peó · b7 negres peó · e7 negres peó · f7 negres peó · h7 negres peó · b6 negres dama · d6 negres peó · g6 negres peó · h6 negres alfil · c5 negres peó · d5 blanques peó · a4 blanques dama · d4 negres cavall · e4 blanques peó · g4 negres alfil · c3 blanques peó · g3 blanques peó · a2 blanques peó · b2 blanques peó · f2 blanques peó · h2 blanques peó · a1 blanques torre · b1 blanques cavall · c1 blanques alfil · e1 blanques rei · f1 blanques alfil · g1 blanques cavall · h1 blanques torre | a8 negres torre · f8 negres rei · g8 negres cavall · h8 negres torre · a7 negres peó · b7 negres peó · e7 negres peó · f7 negres peó · h7 negres peó · b6 negres dama · d6 negres peó · g6 negres peó · h6 negres alfil · c5 negres peó · d5 blanques peó · a4 blanques dama · d4 negres cavall · e4 blanques peó · g4 negres alfil · c3 blanques peó · g3 blanques peó · a2 blanques peó · b2 blanques peó · f2 blanques peó · h2 blanques peó · a1 blanques torre · b1 blanques cavall · c1 blanques alfil · e1 blanques rei · f1 blanques alfil · g1 blanques cavall · h1 blanques torre | a8 negres torre · f8 negres rei · g8 negres cavall · h8 negres torre · a7 negres peó · b7 negres peó · e7 negres peó · f7 negres peó · h7 negres peó · b6 negres dama · d6 negres peó · g6 negres peó · h6 negres alfil · c5 negres peó · d5 blanques peó · a4 blanques dama · d4 negres cavall · e4 blanques peó · g4 negres alfil · c3 blanques peó · g3 blanques peó · a2 blanques peó · b2 blanques peó · f2 blanques peó · h2 blanques peó · a1 blanques torre · b1 blanques cavall · c1 blanques alfil · e1 blanques rei · f1 blanques alfil · g1 blanques cavall · h1 blanques torre | 5 |
| 4 | a8 negres torre · f8 negres rei · g8 negres cavall · h8 negres torre · a7 negres peó · b7 negres peó · e7 negres peó · f7 negres peó · h7 negres peó · b6 negres dama · d6 negres peó · g6 negres peó · h6 negres alfil · c5 negres peó · d5 blanques peó · a4 blanques dama · d4 negres cavall · e4 blanques peó · g4 negres alfil · c3 blanques peó · g3 blanques peó · a2 blanques peó · b2 blanques peó · f2 blanques peó · h2 blanques peó · a1 blanques torre · b1 blanques cavall · c1 blanques alfil · e1 blanques rei · f1 blanques alfil · g1 blanques cavall · h1 blanques torre | a8 negres torre · f8 negres rei · g8 negres cavall · h8 negres torre · a7 negres peó · b7 negres peó · e7 negres peó · f7 negres peó · h7 negres peó · b6 negres dama · d6 negres peó · g6 negres peó · h6 negres alfil · c5 negres peó · d5 blanques peó · a4 blanques dama · d4 negres cavall · e4 blanques peó · g4 negres alfil · c3 blanques peó · g3 blanques peó · a2 blanques peó · b2 blanques peó · f2 blanques peó · h2 blanques peó · a1 blanques torre · b1 blanques cavall · c1 blanques alfil · e1 blanques rei · f1 blanques alfil · g1 blanques cavall · h1 blanques torre | a8 negres torre · f8 negres rei · g8 negres cavall · h8 negres torre · a7 negres peó · b7 negres peó · e7 negres peó · f7 negres peó · h7 negres peó · b6 negres dama · d6 negres peó · g6 negres peó · h6 negres alfil · c5 negres peó · d5 blanques peó · a4 blanques dama · d4 negres cavall · e4 blanques peó · g4 negres alfil · c3 blanques peó · g3 blanques peó · a2 blanques peó · b2 blanques peó · f2 blanques peó · h2 blanques peó · a1 blanques torre · b1 blanques cavall · c1 blanques alfil · e1 blanques rei · f1 blanques alfil · g1 blanques cavall · h1 blanques torre | a8 negres torre · f8 negres rei · g8 negres cavall · h8 negres torre · a7 negres peó · b7 negres peó · e7 negres peó · f7 negres peó · h7 negres peó · b6 negres dama · d6 negres peó · g6 negres peó · h6 negres alfil · c5 negres peó · d5 blanques peó · a4 blanques dama · d4 negres cavall · e4 blanques peó · g4 negres alfil · c3 blanques peó · g3 blanques peó · a2 blanques peó · b2 blanques peó · f2 blanques peó · h2 blanques peó · a1 blanques torre · b1 blanques cavall · c1 blanques alfil · e1 blanques rei · f1 blanques alfil · g1 blanques cavall · h1 blanques torre | a8 negres torre · f8 negres rei · g8 negres cavall · h8 negres torre · a7 negres peó · b7 negres peó · e7 negres peó · f7 negres peó · h7 negres peó · b6 negres dama · d6 negres peó · g6 negres peó · h6 negres alfil · c5 negres peó · d5 blanques peó · a4 blanques dama · d4 negres cavall · e4 blanques peó · g4 negres alfil · c3 blanques peó · g3 blanques peó · a2 blanques peó · b2 blanques peó · f2 blanques peó · h2 blanques peó · a1 blanques torre · b1 blanques cavall · c1 blanques alfil · e1 blanques rei · f1 blanques alfil · g1 blanques cavall · h1 blanques torre | a8 negres torre · f8 negres rei · g8 negres cavall · h8 negres torre · a7 negres peó · b7 negres peó · e7 negres peó · f7 negres peó · h7 negres peó · b6 negres dama · d6 negres peó · g6 negres peó · h6 negres alfil · c5 negres peó · d5 blanques peó · a4 blanques dama · d4 negres cavall · e4 blanques peó · g4 negres alfil · c3 blanques peó · g3 blanques peó · a2 blanques peó · b2 blanques peó · f2 blanques peó · h2 blanques peó · a1 blanques torre · b1 blanques cavall · c1 blanques alfil · e1 blanques rei · f1 blanques alfil · g1 blanques cavall · h1 blanques torre | a8 negres torre · f8 negres rei · g8 negres cavall · h8 negres torre · a7 negres peó · b7 negres peó · e7 negres peó · f7 negres peó · h7 negres peó · b6 negres dama · d6 negres peó · g6 negres peó · h6 negres alfil · c5 negres peó · d5 blanques peó · a4 blanques dama · d4 negres cavall · e4 blanques peó · g4 negres alfil · c3 blanques peó · g3 blanques peó · a2 blanques peó · b2 blanques peó · f2 blanques peó · h2 blanques peó · a1 blanques torre · b1 blanques cavall · c1 blanques alfil · e1 blanques rei · f1 blanques alfil · g1 blanques cavall · h1 blanques torre | a8 negres torre · f8 negres rei · g8 negres cavall · h8 negres torre · a7 negres peó · b7 negres peó · e7 negres peó · f7 negres peó · h7 negres peó · b6 negres dama · d6 negres peó · g6 negres peó · h6 negres alfil · c5 negres peó · d5 blanques peó · a4 blanques dama · d4 negres cavall · e4 blanques peó · g4 negres alfil · c3 blanques peó · g3 blanques peó · a2 blanques peó · b2 blanques peó · f2 blanques peó · h2 blanques peó · a1 blanques torre · b1 blanques cavall · c1 blanques alfil · e1 blanques rei · f1 blanques alfil · g1 blanques cavall · h1 blanques torre | 4 |
| 3 | a8 negres torre · f8 negres rei · g8 negres cavall · h8 negres torre · a7 negres peó · b7 negres peó · e7 negres peó · f7 negres peó · h7 negres peó · b6 negres dama · d6 negres peó · g6 negres peó · h6 negres alfil · c5 negres peó · d5 blanques peó · a4 blanques dama · d4 negres cavall · e4 blanques peó · g4 negres alfil · c3 blanques peó · g3 blanques peó · a2 blanques peó · b2 blanques peó · f2 blanques peó · h2 blanques peó · a1 blanques torre · b1 blanques cavall · c1 blanques alfil · e1 blanques rei · f1 blanques alfil · g1 blanques cavall · h1 blanques torre | a8 negres torre · f8 negres rei · g8 negres cavall · h8 negres torre · a7 negres peó · b7 negres peó · e7 negres peó · f7 negres peó · h7 negres peó · b6 negres dama · d6 negres peó · g6 negres peó · h6 negres alfil · c5 negres peó · d5 blanques peó · a4 blanques dama · d4 negres cavall · e4 blanques peó · g4 negres alfil · c3 blanques peó · g3 blanques peó · a2 blanques peó · b2 blanques peó · f2 blanques peó · h2 blanques peó · a1 blanques torre · b1 blanques cavall · c1 blanques alfil · e1 blanques rei · f1 blanques alfil · g1 blanques cavall · h1 blanques torre | a8 negres torre · f8 negres rei · g8 negres cavall · h8 negres torre · a7 negres peó · b7 negres peó · e7 negres peó · f7 negres peó · h7 negres peó · b6 negres dama · d6 negres peó · g6 negres peó · h6 negres alfil · c5 negres peó · d5 blanques peó · a4 blanques dama · d4 negres cavall · e4 blanques peó · g4 negres alfil · c3 blanques peó · g3 blanques peó · a2 blanques peó · b2 blanques peó · f2 blanques peó · h2 blanques peó · a1 blanques torre · b1 blanques cavall · c1 blanques alfil · e1 blanques rei · f1 blanques alfil · g1 blanques cavall · h1 blanques torre | a8 negres torre · f8 negres rei · g8 negres cavall · h8 negres torre · a7 negres peó · b7 negres peó · e7 negres peó · f7 negres peó · h7 negres peó · b6 negres dama · d6 negres peó · g6 negres peó · h6 negres alfil · c5 negres peó · d5 blanques peó · a4 blanques dama · d4 negres cavall · e4 blanques peó · g4 negres alfil · c3 blanques peó · g3 blanques peó · a2 blanques peó · b2 blanques peó · f2 blanques peó · h2 blanques peó · a1 blanques torre · b1 blanques cavall · c1 blanques alfil · e1 blanques rei · f1 blanques alfil · g1 blanques cavall · h1 blanques torre | a8 negres torre · f8 negres rei · g8 negres cavall · h8 negres torre · a7 negres peó · b7 negres peó · e7 negres peó · f7 negres peó · h7 negres peó · b6 negres dama · d6 negres peó · g6 negres peó · h6 negres alfil · c5 negres peó · d5 blanques peó · a4 blanques dama · d4 negres cavall · e4 blanques peó · g4 negres alfil · c3 blanques peó · g3 blanques peó · a2 blanques peó · b2 blanques peó · f2 blanques peó · h2 blanques peó · a1 blanques torre · b1 blanques cavall · c1 blanques alfil · e1 blanques rei · f1 blanques alfil · g1 blanques cavall · h1 blanques torre | a8 negres torre · f8 negres rei · g8 negres cavall · h8 negres torre · a7 negres peó · b7 negres peó · e7 negres peó · f7 negres peó · h7 negres peó · b6 negres dama · d6 negres peó · g6 negres peó · h6 negres alfil · c5 negres peó · d5 blanques peó · a4 blanques dama · d4 negres cavall · e4 blanques peó · g4 negres alfil · c3 blanques peó · g3 blanques peó · a2 blanques peó · b2 blanques peó · f2 blanques peó · h2 blanques peó · a1 blanques torre · b1 blanques cavall · c1 blanques alfil · e1 blanques rei · f1 blanques alfil · g1 blanques cavall · h1 blanques torre | a8 negres torre · f8 negres rei · g8 negres cavall · h8 negres torre · a7 negres peó · b7 negres peó · e7 negres peó · f7 negres peó · h7 negres peó · b6 negres dama · d6 negres peó · g6 negres peó · h6 negres alfil · c5 negres peó · d5 blanques peó · a4 blanques dama · d4 negres cavall · e4 blanques peó · g4 negres alfil · c3 blanques peó · g3 blanques peó · a2 blanques peó · b2 blanques peó · f2 blanques peó · h2 blanques peó · a1 blanques torre · b1 blanques cavall · c1 blanques alfil · e1 blanques rei · f1 blanques alfil · g1 blanques cavall · h1 blanques torre | a8 negres torre · f8 negres rei · g8 negres cavall · h8 negres torre · a7 negres peó · b7 negres peó · e7 negres peó · f7 negres peó · h7 negres peó · b6 negres dama · d6 negres peó · g6 negres peó · h6 negres alfil · c5 negres peó · d5 blanques peó · a4 blanques dama · d4 negres cavall · e4 blanques peó · g4 negres alfil · c3 blanques peó · g3 blanques peó · a2 blanques peó · b2 blanques peó · f2 blanques peó · h2 blanques peó · a1 blanques torre · b1 blanques cavall · c1 blanques alfil · e1 blanques rei · f1 blanques alfil · g1 blanques cavall · h1 blanques torre | 3 |
| 2 | a8 negres torre · f8 negres rei · g8 negres cavall · h8 negres torre · a7 negres peó · b7 negres peó · e7 negres peó · f7 negres peó · h7 negres peó · b6 negres dama · d6 negres peó · g6 negres peó · h6 negres alfil · c5 negres peó · d5 blanques peó · a4 blanques dama · d4 negres cavall · e4 blanques peó · g4 negres alfil · c3 blanques peó · g3 blanques peó · a2 blanques peó · b2 blanques peó · f2 blanques peó · h2 blanques peó · a1 blanques torre · b1 blanques cavall · c1 blanques alfil · e1 blanques rei · f1 blanques alfil · g1 blanques cavall · h1 blanques torre | a8 negres torre · f8 negres rei · g8 negres cavall · h8 negres torre · a7 negres peó · b7 negres peó · e7 negres peó · f7 negres peó · h7 negres peó · b6 negres dama · d6 negres peó · g6 negres peó · h6 negres alfil · c5 negres peó · d5 blanques peó · a4 blanques dama · d4 negres cavall · e4 blanques peó · g4 negres alfil · c3 blanques peó · g3 blanques peó · a2 blanques peó · b2 blanques peó · f2 blanques peó · h2 blanques peó · a1 blanques torre · b1 blanques cavall · c1 blanques alfil · e1 blanques rei · f1 blanques alfil · g1 blanques cavall · h1 blanques torre | a8 negres torre · f8 negres rei · g8 negres cavall · h8 negres torre · a7 negres peó · b7 negres peó · e7 negres peó · f7 negres peó · h7 negres peó · b6 negres dama · d6 negres peó · g6 negres peó · h6 negres alfil · c5 negres peó · d5 blanques peó · a4 blanques dama · d4 negres cavall · e4 blanques peó · g4 negres alfil · c3 blanques peó · g3 blanques peó · a2 blanques peó · b2 blanques peó · f2 blanques peó · h2 blanques peó · a1 blanques torre · b1 blanques cavall · c1 blanques alfil · e1 blanques rei · f1 blanques alfil · g1 blanques cavall · h1 blanques torre | a8 negres torre · f8 negres rei · g8 negres cavall · h8 negres torre · a7 negres peó · b7 negres peó · e7 negres peó · f7 negres peó · h7 negres peó · b6 negres dama · d6 negres peó · g6 negres peó · h6 negres alfil · c5 negres peó · d5 blanques peó · a4 blanques dama · d4 negres cavall · e4 blanques peó · g4 negres alfil · c3 blanques peó · g3 blanques peó · a2 blanques peó · b2 blanques peó · f2 blanques peó · h2 blanques peó · a1 blanques torre · b1 blanques cavall · c1 blanques alfil · e1 blanques rei · f1 blanques alfil · g1 blanques cavall · h1 blanques torre | a8 negres torre · f8 negres rei · g8 negres cavall · h8 negres torre · a7 negres peó · b7 negres peó · e7 negres peó · f7 negres peó · h7 negres peó · b6 negres dama · d6 negres peó · g6 negres peó · h6 negres alfil · c5 negres peó · d5 blanques peó · a4 blanques dama · d4 negres cavall · e4 blanques peó · g4 negres alfil · c3 blanques peó · g3 blanques peó · a2 blanques peó · b2 blanques peó · f2 blanques peó · h2 blanques peó · a1 blanques torre · b1 blanques cavall · c1 blanques alfil · e1 blanques rei · f1 blanques alfil · g1 blanques cavall · h1 blanques torre | a8 negres torre · f8 negres rei · g8 negres cavall · h8 negres torre · a7 negres peó · b7 negres peó · e7 negres peó · f7 negres peó · h7 negres peó · b6 negres dama · d6 negres peó · g6 negres peó · h6 negres alfil · c5 negres peó · d5 blanques peó · a4 blanques dama · d4 negres cavall · e4 blanques peó · g4 negres alfil · c3 blanques peó · g3 blanques peó · a2 blanques peó · b2 blanques peó · f2 blanques peó · h2 blanques peó · a1 blanques torre · b1 blanques cavall · c1 blanques alfil · e1 blanques rei · f1 blanques alfil · g1 blanques cavall · h1 blanques torre | a8 negres torre · f8 negres rei · g8 negres cavall · h8 negres torre · a7 negres peó · b7 negres peó · e7 negres peó · f7 negres peó · h7 negres peó · b6 negres dama · d6 negres peó · g6 negres peó · h6 negres alfil · c5 negres peó · d5 blanques peó · a4 blanques dama · d4 negres cavall · e4 blanques peó · g4 negres alfil · c3 blanques peó · g3 blanques peó · a2 blanques peó · b2 blanques peó · f2 blanques peó · h2 blanques peó · a1 blanques torre · b1 blanques cavall · c1 blanques alfil · e1 blanques rei · f1 blanques alfil · g1 blanques cavall · h1 blanques torre | a8 negres torre · f8 negres rei · g8 negres cavall · h8 negres torre · a7 negres peó · b7 negres peó · e7 negres peó · f7 negres peó · h7 negres peó · b6 negres dama · d6 negres peó · g6 negres peó · h6 negres alfil · c5 negres peó · d5 blanques peó · a4 blanques dama · d4 negres cavall · e4 blanques peó · g4 negres alfil · c3 blanques peó · g3 blanques peó · a2 blanques peó · b2 blanques peó · f2 blanques peó · h2 blanques peó · a1 blanques torre · b1 blanques cavall · c1 blanques alfil · e1 blanques rei · f1 blanques alfil · g1 blanques cavall · h1 blanques torre | 2 |
| 1 | a8 negres torre · f8 negres rei · g8 negres cavall · h8 negres torre · a7 negres peó · b7 negres peó · e7 negres peó · f7 negres peó · h7 negres peó · b6 negres dama · d6 negres peó · g6 negres peó · h6 negres alfil · c5 negres peó · d5 blanques peó · a4 blanques dama · d4 negres cavall · e4 blanques peó · g4 negres alfil · c3 blanques peó · g3 blanques peó · a2 blanques peó · b2 blanques peó · f2 blanques peó · h2 blanques peó · a1 blanques torre · b1 blanques cavall · c1 blanques alfil · e1 blanques rei · f1 blanques alfil · g1 blanques cavall · h1 blanques torre | a8 negres torre · f8 negres rei · g8 negres cavall · h8 negres torre · a7 negres peó · b7 negres peó · e7 negres peó · f7 negres peó · h7 negres peó · b6 negres dama · d6 negres peó · g6 negres peó · h6 negres alfil · c5 negres peó · d5 blanques peó · a4 blanques dama · d4 negres cavall · e4 blanques peó · g4 negres alfil · c3 blanques peó · g3 blanques peó · a2 blanques peó · b2 blanques peó · f2 blanques peó · h2 blanques peó · a1 blanques torre · b1 blanques cavall · c1 blanques alfil · e1 blanques rei · f1 blanques alfil · g1 blanques cavall · h1 blanques torre | a8 negres torre · f8 negres rei · g8 negres cavall · h8 negres torre · a7 negres peó · b7 negres peó · e7 negres peó · f7 negres peó · h7 negres peó · b6 negres dama · d6 negres peó · g6 negres peó · h6 negres alfil · c5 negres peó · d5 blanques peó · a4 blanques dama · d4 negres cavall · e4 blanques peó · g4 negres alfil · c3 blanques peó · g3 blanques peó · a2 blanques peó · b2 blanques peó · f2 blanques peó · h2 blanques peó · a1 blanques torre · b1 blanques cavall · c1 blanques alfil · e1 blanques rei · f1 blanques alfil · g1 blanques cavall · h1 blanques torre | a8 negres torre · f8 negres rei · g8 negres cavall · h8 negres torre · a7 negres peó · b7 negres peó · e7 negres peó · f7 negres peó · h7 negres peó · b6 negres dama · d6 negres peó · g6 negres peó · h6 negres alfil · c5 negres peó · d5 blanques peó · a4 blanques dama · d4 negres cavall · e4 blanques peó · g4 negres alfil · c3 blanques peó · g3 blanques peó · a2 blanques peó · b2 blanques peó · f2 blanques peó · h2 blanques peó · a1 blanques torre · b1 blanques cavall · c1 blanques alfil · e1 blanques rei · f1 blanques alfil · g1 blanques cavall · h1 blanques torre | a8 negres torre · f8 negres rei · g8 negres cavall · h8 negres torre · a7 negres peó · b7 negres peó · e7 negres peó · f7 negres peó · h7 negres peó · b6 negres dama · d6 negres peó · g6 negres peó · h6 negres alfil · c5 negres peó · d5 blanques peó · a4 blanques dama · d4 negres cavall · e4 blanques peó · g4 negres alfil · c3 blanques peó · g3 blanques peó · a2 blanques peó · b2 blanques peó · f2 blanques peó · h2 blanques peó · a1 blanques torre · b1 blanques cavall · c1 blanques alfil · e1 blanques rei · f1 blanques alfil · g1 blanques cavall · h1 blanques torre | a8 negres torre · f8 negres rei · g8 negres cavall · h8 negres torre · a7 negres peó · b7 negres peó · e7 negres peó · f7 negres peó · h7 negres peó · b6 negres dama · d6 negres peó · g6 negres peó · h6 negres alfil · c5 negres peó · d5 blanques peó · a4 blanques dama · d4 negres cavall · e4 blanques peó · g4 negres alfil · c3 blanques peó · g3 blanques peó · a2 blanques peó · b2 blanques peó · f2 blanques peó · h2 blanques peó · a1 blanques torre · b1 blanques cavall · c1 blanques alfil · e1 blanques rei · f1 blanques alfil · g1 blanques cavall · h1 blanques torre | a8 negres torre · f8 negres rei · g8 negres cavall · h8 negres torre · a7 negres peó · b7 negres peó · e7 negres peó · f7 negres peó · h7 negres peó · b6 negres dama · d6 negres peó · g6 negres peó · h6 negres alfil · c5 negres peó · d5 blanques peó · a4 blanques dama · d4 negres cavall · e4 blanques peó · g4 negres alfil · c3 blanques peó · g3 blanques peó · a2 blanques peó · b2 blanques peó · f2 blanques peó · h2 blanques peó · a1 blanques torre · b1 blanques cavall · c1 blanques alfil · e1 blanques rei · f1 blanques alfil · g1 blanques cavall · h1 blanques torre | a8 negres torre · f8 negres rei · g8 negres cavall · h8 negres torre · a7 negres peó · b7 negres peó · e7 negres peó · f7 negres peó · h7 negres peó · b6 negres dama · d6 negres peó · g6 negres peó · h6 negres alfil · c5 negres peó · d5 blanques peó · a4 blanques dama · d4 negres cavall · e4 blanques peó · g4 negres alfil · c3 blanques peó · g3 blanques peó · a2 blanques peó · b2 blanques peó · f2 blanques peó · h2 blanques peó · a1 blanques torre · b1 blanques cavall · c1 blanques alfil · e1 blanques rei · f1 blanques alfil · g1 blanques cavall · h1 blanques torre | 1 |
|   | a | b | c | d | e | f | g | h |   |

La següent és una victòria amb sacrificis de Popović sobre el GM iugoslau Slavoljub Marjanović:
Popović–Marjanović, Iugoslàvia 1979
1.e4 c5 2.Cf3 d6 3.Cc3 a6 4.g3 Cc6 5.Ag2 g6 6.d4 cxd4 7.Cxd4 Ad7 8.Cd5 e6 9.Ce3 Dc7 10.O-O Ag7 11.Cxc6 bxc6 12.Cc4 d5 13.exd5 cxd5 14.Axd5 Td8 15.Af4 Dc5 16.Cd6+ Re7 17.c4 exd5 18.Cb7 Dxc4 19.Tc1 Db5 20.Te1+ Ae6 21.Tc7+ Re8 22.Txf7 Af6 23.Tc7 Db6 24.Dg4 Ce7 25.Txe6 Dd4 26.Cxd8 1-0
La següent és una miniatura contra el GM alemany Phillip Schlosser:
Popović–Schlosser, Brno 1992 
1.e4 c5 2.Cf3 e6 3.d4 cxd4 4.Cxd4 a6 5.Ad3 Ac5 6.Cb3 Aa7 7.O-O Cc6 8.Dg4 Df6 9.Cc3 Cge7 10.Ag5 Dg6 11.Dh4 Ce5 12.Ae2 (12.Axe7?? Cf3+) 1-0 Les negres no poden aturar les dues amenaces: 13.Ah5, guanyant la dama, i 13.Axe7.
La següent és una altra miniatura, sobre la qual Andrew Soltis va dir: «de llarg, la partida magistral més divertida de 1979»:
Gliksman–Popović, Wroclaw 1979 
1.e4 g6 2.d4 Ag7 3.Cc3 d6 4.g3 Cc6 5.d5?! Cd4 6.Ae3 c5 7.Cb1 (començant un pla erroni per atrapar el cavall negre) 7...Db6! 8.Ac1 Ah6! 9.c3 Ag4! 10.Da4+ (després de 10.Dxg4, Axc1 devastaria el flanc de dama de les blanques) 10...Rf8 (vegeu el diagrama) 11.Cd2 Da5!! 0-1 La dama blanca és atacada, i 12.Dxa5 permet 12...Cc2#. 11.Ca3 hauria seguit Axc1 12.Cc4 Axb2! 13.Cxb6 Axc3#. Notes basades en les de Soltis.